# ナハの石

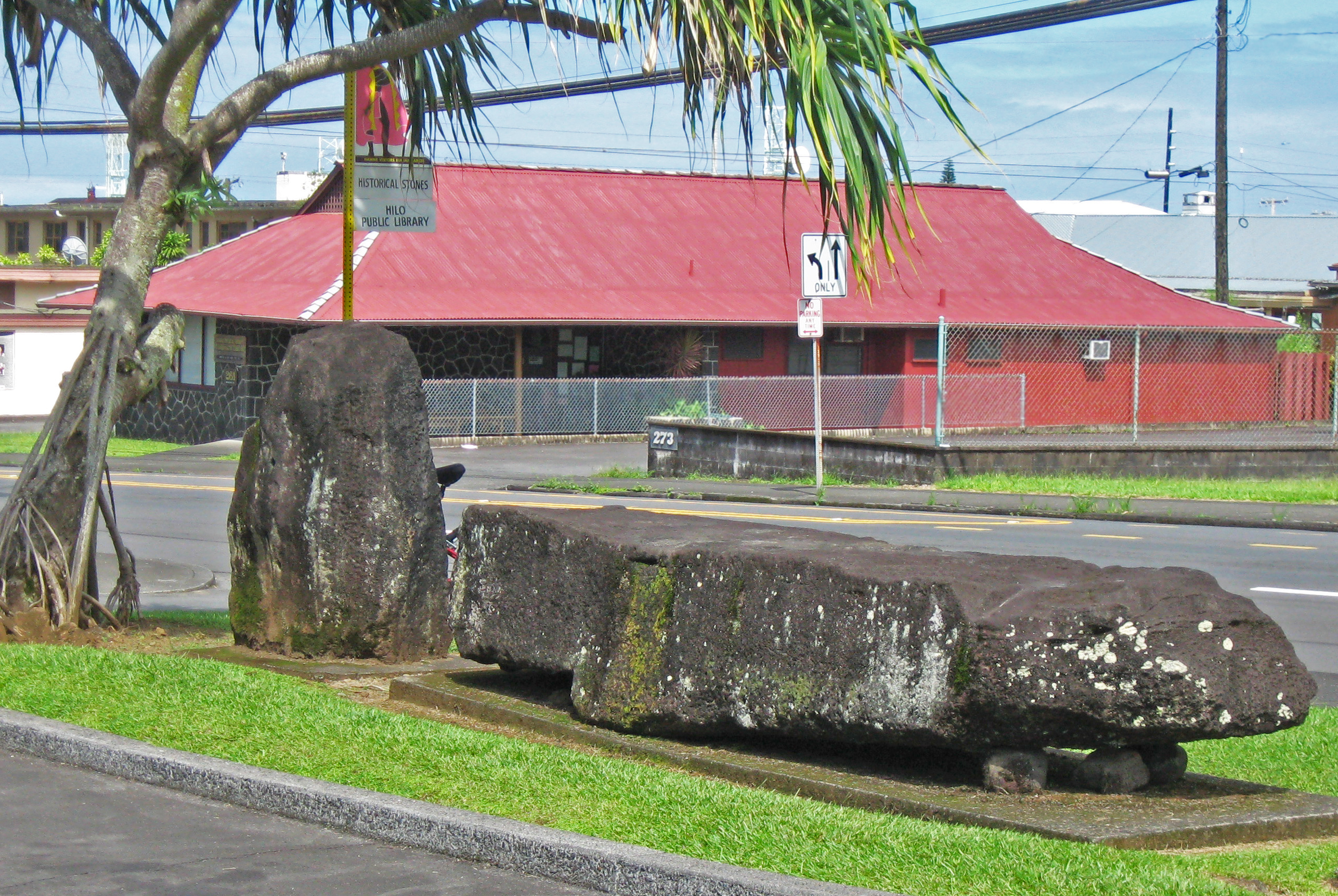
ヒロ公共図書館前に置かれた「ナハの石」

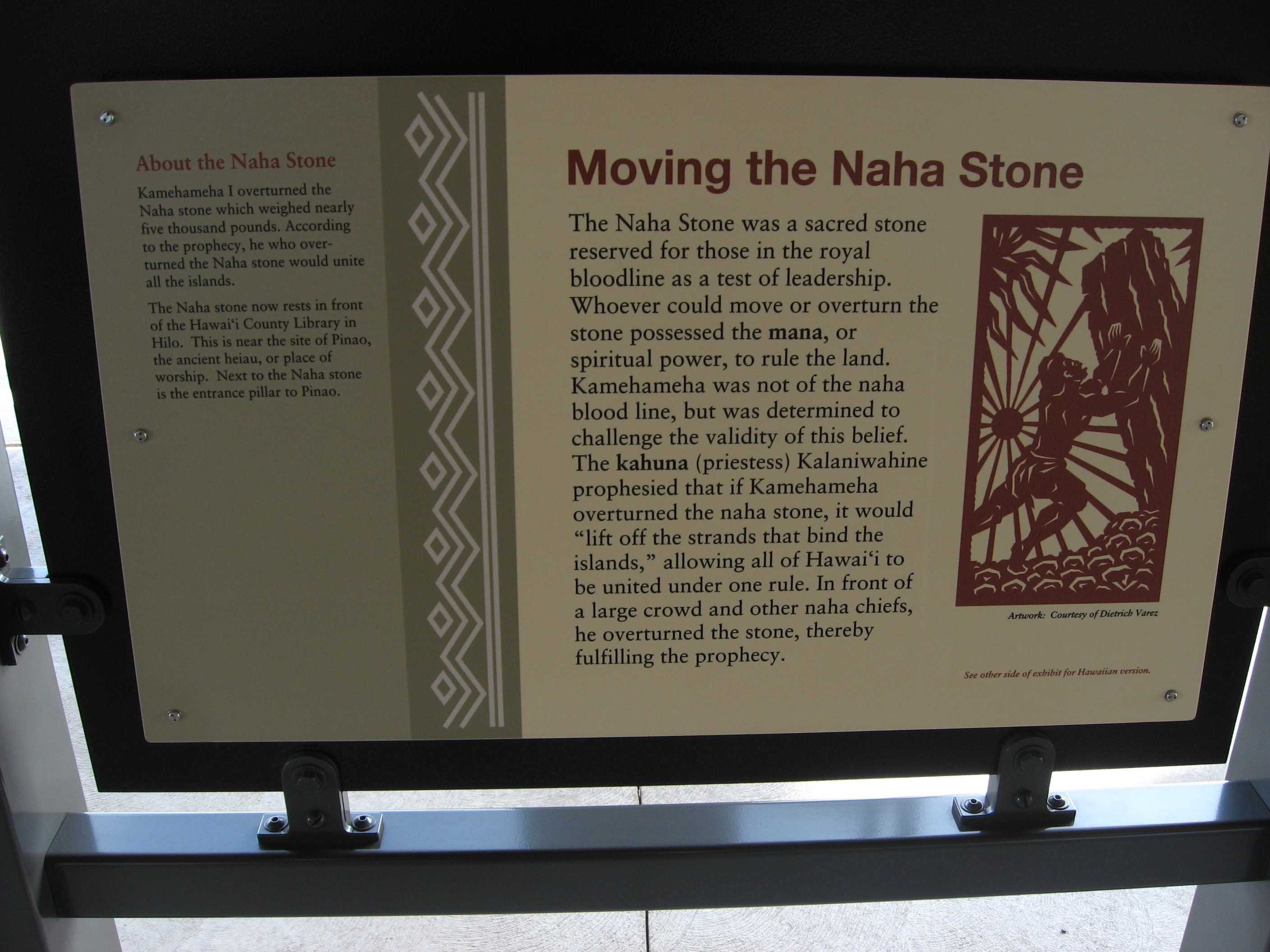
ナハの石を動かす（プウコホラ・ヘイアウにある説明板）

ナハの石（ナハのいし、英語: Naha Stone）はアメリカ合衆国ハワイ州ハワイ島ヒロの公共図書館前に置かれている大きな石である。これに関してはハワイ先住民の言い伝えがある。

## 言い伝え
ナハの石はもともと、カウアイ島のワイアレア山（Mount Waialeale）にあった3.5トンもある大きな石で、その後ハワイ島へカヌーで運ばれた。ナハ族（Naha、この家系はすでにない）の子供が生まれた時にその血統を確かめるために使われ、赤ん坊を石の上に寝かせて、ナハ族の子でない場合は泣き出し、泣かないでおとなしくしている子供はナハ族の血筋であると言い伝えられていた。またこの石を動かした者は、ハワイ全体の王様になるなどといわれてきた。
青年カメハメハは、1789年にハワイ島ヒロでこの石を動かして、その後まずハワイ島を統一し、次にマウイ島・オアフ島を戦いで勝ちとり、カウアイ島は隷属させて、ハワイ諸島を統一してハワイ王国を打ち立てた。
それまで個人の持ち物であったが、1952年にハワイ州へ寄贈されて、現在の場所に移された。